# قشلاق حاجی ابیش حاج رحیم
قشلاق حاجی ابیش حاج رحیم یک روستا در ایران است که در استان اردبیل واقع شده‌است. قشلاق حاجی ابیش حاج رحیم ۲۷ نفر جمعیت دارد.